# Frederic I de Suàbia
Frederic I von Staufen (1050 - 21 de juliol de 1105) va ser duc de Suàbia des del 1079 fins a la seva mort. Va ser el primer governant de Suàbia de la casa Hohenstaufen.
Entre la seva descendència hi hagué:
- Frederic II de Suàbia (1090-1147), segon duc de Suàbia de la casa Hohenstaufen i pare de
- Frederic Barba-roja.
- Conrad III, rei d'Alemanya.